# Solar Transfusion
Solar Transfusion is een studioalbum van Cyrille Verdeaux; het is deel drie van zijn Kundalini Opera, dat uit zeven delen bestaat. Deze delen waren als box verkrijgbaar, doch de aparte delen waren ook te bestellen. Manipura, de subtitel en Solar verwijzen naar de Solar Plexus. De muziek bestaat uit elektronische muziek in de breedste zin des woords; soms is er sprake van New agemuziek, soms is er sprake van lichte techno waarboven een (simpele) melodielijn wordt gespeeld.

## Musici
- Cyrille Verdeaux – toetsinstrumenten, drummachine
- Didier Malherbe – saxofoon, dwarsfluit
- Genevieve Meynier – viool
- Chico – basgitaar
- Jacky – elektrische gitaar
- Christian Boule – mondharmonica
- Les Regresses Vertes - koor

## Tracklist
Allen van Verdeaux

| Nr. | Titel                 | Duur |
| --- | --------------------- | ---- |
| 1.  | Sun Saluation         | 5:50 |
| 2.  | Elf Dance             | 5:50 |
| 3.  | Shushumma Tango       | 5:23 |
| 4.  | Pink Kundalini        | 5:01 |
| 5.  | Gypsy Fire            | 5:36 |
| 6.  | Journey to the Center | 8:14 |
| 7.  | Solar Salsa           | 5:25 |
| 8.  | Boom Baka             | 4:12 |
| 9.  | Breath of Fire        | 6:11 |
| 10. | Heat and Kun          | 5;16 |
| 11. | Kire Jaune            | 5:00 |

Chakra 1: Ethnicolor's ·
Chakra 2: Journey to Tantraland ·
Chakra 3: Solar Transfusion ·
Chakra 4: Flowers from Heaven ·
Chakra 5: Rhapsodies pour la planète bleue ·
Chakra 6: Piano for the Third Ear ·
Chakra 7: Nocturnes digitales